# فايز أبو دان
فايز أبو دان ممثل سوري من مواليد مدينة حلب. كانت بداياته من المسرح القومي، وقدّم أول أدواره السينمائية في فيلم "وقائع العام المقبل" 1985، تحت إدارة المخرج سمير ذكرى قدّم خلال مسيرته الفنيّة العديد من العروض المسرحية، مع المسرح العسكري، والعمّالي، والقومي. برز في التسعينات بشخصيات تاريخية، أبرزها جمال باشا السفاح في مسلسل "أخوة التراب". كما مثل العديد من المسلسلات السورية منها: "الجوارح" " و"الولادة من الخاصرة".

## أعماله
- الجوارح
- قلوب خضراء
- خان الحرير
- إخوة التراب
- دائرة الإتهام
- فرصة العمر
- الفراري
- تل الصوان
- العوسج
- الموت القادم إلى الشرق
- الجمل
- كوم الحجر
- حي المزار
- رمح النار
- بقايا صور
- سيرة آل الجلالي
- قطوف من الرفوف
- البواسل
- خوخ ورمان
- ظرفاء ولكن
- عمر ابن الخطاب
- الولادة من الخاصرة 3.
- زمن البرغوت
- طوق البنات
- الغربال
- لعنة الطين
- صقر قريش